# 小江誠司
小江 誠司（おごう せいじ、1963年 - ）は、日本の化学者。九州大学大学院工学研究院応用化学部門教授。九州大学小分子エネルギーセンターセンター長。九州大学カーボンニュートラル・エネルギー国際研究所主幹教授。広島県尾道市出身。

## 主な略歴
- 1991年（平成3年） 東京理科大学理学部第一部応用化学科卒業
- 1993年（平成5年） 東京理科大学大学院理学研究科化学専攻修士課程修了
- 1996年（平成8年）
  - 総合研究大学院大学数物科学研究科構造分子科学専攻博士課程修了
  - 岡崎国立共同研究機構分子科学研究所 助手
- 2001年（平成13年） 名古屋大学物質科学国際研究センター助手
- 2002年（平成14年） 大阪大学大学院工学研究科物質生命工学専攻助教授
- 2005年（平成17年） 九州大学未来化学創造センター教授
- 2008年（平成20年） 常温、常圧の水中で水素から電子を取り出すニッケル系分子触媒（小江触媒）の開発に世界で初めて成功[3]
- 2009年（平成21年） 九州大学大学院工学研究院応用化学部門教授
- 2010年（平成22年） 九州大学カーボンニュートラル・エネルギー国際研究所（WPI-I2CNER） PI（併任）
- 2011年（平成23年） 安価なニッケルを触媒に使った燃料電池の開発に成功[3]
- 2012年（平成24年） 九州大学カーボンニュートラル・エネルギー国際研究所（WPI-I2CNER） LPI（併任）
- 2013年（平成25年） 貴金属使わない燃料電池向け触媒の開発に成功[4]
- 2014年（平成26年） 九州大学小分子エネルギーセンターセンター長（併任）
- 2014年（平成26年） 白金触媒の能力をはるかに超える水素酵素(ヒドロゲナーゼ)電極の開発に成功[5]
- 2017年（平成29年） 水素と一酸化炭素を燃料とする燃料電池触媒の開発に成功[6]
- 2017年（平成29年） 燃料電池と太陽電池を融合する同一触媒の開発に成功[7]

## 主な所属学会
- 日本化学会
- アメリカ化学会
- アメリカ科学振興協会
- 錯体化学会
- 触媒学会など

## 受賞歴
- 2008年（平成20年） 日本学術振興会賞（第5回）
- 2012年（平成24年） 日本化学会学術賞（第30回）
- 2013年（平成25年） 文部科学大臣表彰科学技術賞（研究部門）